# 阮福綿𡩢
阮福綿𡩢（越南语：／，1836年2月13日—1891年7月17日），越南阮朝明命帝第七十一子，生母才人裴氏山。

## 生平
明命十六年十二月二十七日（1836年2月13日），阮福綿𡩢在順化皇城出生。年少出閣讀書，品學優良。嗣德五年（1852年）二月，受封為建和郡公（越南语：／）。成泰三年六月十二日（1891年7月17日），阮福綿𡩢去世，壽五十七歲，賜諡恭亮。葬於承天府香水縣居正總楊春社。

## 子女
阮福綿𡩢有14子10女。後裔按御賜戈字部起名。按照《大南正編列傳二集》的記載，阮福綿𡩢的全部子女均因行為不檢而被削去宗籍。
- 子阮福洪戩，初襲封畿外侯，後因行為不檢而被削去宗籍。
  - 孫阮福膺戯，襲封佐國卿。

阮福綿𡩢的曾孫阮福寶正曾任越南多元君主立憲聯盟主席。